# Gilroy, Kalifornien
Gilroy är en stad (city) i Santa Clara County, i delstaten Kalifornien, USA. Enligt United States Census Bureau har staden en folkmängd på 49 582 invånare (2011) och en landarea på 41,8 km².